# Towarzystwo Karkonoskie
Towarzystwo Karkonoskie (niem. Riesengebirgsverein, w skrócie RGV) – niemiecka organizacja turystyczna działająca w latach 1880–1945 na terenie Karkonoszy, Gór Izerskich, Gór Kaczawskich i Rudaw Janowickich. Po II wojnie światowej wznowiła działalność w zachodnich Niemczech.

## Zarys dziejów
Organizacja została założona 1 sierpnia 1880 r. w Jeleniej Górze z inicjatywy Theodora Donata z Mysłakowic, który też został jej pierwszym prezesem. Po jego śmierci w 1890 r. stanowisko to objął ówczesny naczelnik urzędu gminnego w Cunnersdorfie (dziś Kunice w Jeleniej Górze), botanik Emil Fiek. Wkrótce zaczęły powstawać sekcje (grupy terenowe). Niektóre z nich znajdowały się daleko od gór (np. Wrocław, Berlin, Stuttgart). W 1900 r. w 89 sekcjach było skupionych 10 848 członków. Podczas I wojny światowej liczba członków spadła, by ponownie wzrosnąć po zakończeniu konfliktu. W 1922 r. organizacja skupiała ok. 17 000 osób. Od tego momentu liczba członków stale spadała, osiągając w 1941 r. 8 500. Po II wojnie światowej Towarzystwo Karkonoskie wznowiło swoją działalność w Niemczech (jego siedzibą jest obecnie Bamberg) i obecnie skupia ponad 1200 członków.

## Obiekty powstałe dzięki RGV
- muzeum (obecnie Muzeum Karkonoskie) w Jeleniej Górze, otwarte w 1889[3]
- profil geologiczny na Wzgórzu Kościuszki w Jeleniej Górze 1902
- schronisko księcia Henryka (nie istnieje)
- droga jubileuszowa na Śnieżkę 1905
- schronisko na Stogu Izerskim 1924
- wieża Bismarcka na Kopisku koło Boguszowa-Gorców 1902 (nie istnieje)
- wieża widokowa na Wzgórzu Krzywoustego w Jeleniej Górze 1911
- wieża Bismarcka w Żarach 1914
- wieża widokowa na Różance (nie istnieje)
- wieża widokowa na Radogoście 1892
- wieża widokowa na Stogu Izerskim 1892 (nie istnieje)
- schroniska studenckie oferujące darmowy nocleg i śniadanie niemieckim uczniom i studentom
- schroniska młodzieżowe

## Organ prasowy RGV
- miesięcznik „Der Wanderer im Riesengebirge” 1881–1943